# Highlands Coffee
Highlands Coffee — в’єтнамська мережа кав’ярень, виробник і дистриб’ютор кавової продукції, заснована американцем в’єтнамського походження Девідом Тай у 1998 році в Ханої. Це стало першим випадком, коли представник закордонної вʼєтнамської діаспори зміг зареєструвати приватну компанію у В’єтнамі.  Станом на 2018 рік компанія управляє 230 кав'ярнями по всьому В'єтнаму.  У 2012 Highlands продала 50% своїх акцій філіппінській транснаціональній мережі Jollibee за 25 мільйонів доларів США.  